# آماده‌سازی (بذر)
آماده‌سازی نانوبدر (به انگلیسی: Nano seed priming) در گیاه‌شناسی و کشاورزی شکلی از آماده‌سازی کاشت بذر است که در آن بذرها از پیش در محلول نانوذرات خیسانده می‌شوند. بذور بخش مهمی از چرخه زندگی محصول در نظر گرفته می‌شود، زیرا بر تکثیر مراحل بحرانی مانند جوانه‌زنی و خواب تأثیر می‌گذارد. آماده‌سازی دانه پیش از کاشت به عنوان یکی از راه‌های امیدوارکننده برای ارائه راه‌حل‌های ارزش افزوده برای به حداکثر رساندن پتانسیل طبیعی بذر برای تنظیم گیاه برای حداکثر پتانسیل عملکرد با توجه به کیفیت و کمیت در نظر گرفته می‌شود. اثر مثبت بر رشد اندام هوایی و ریشه نهال گندم (Triticum aestivum L.) در تیمار با نانوذرات اکسید آهن. این روش ابتکاری مقرون به صرفه و کاربرپسند برای تقویت زیستی ثابت کرده است که رسوب آهن دانه را پس از برداشت افزایش می‌دهد. از این رو، مداخله فناوری نانو از نظر آماده‌سازی بذر می‌تواند یک رویکرد کشاورزی هوشمند اقتصادی و کاربرپسند برای افزایش ارزش تغذیه دانه‌ها به شیوه‌ای سازگار با محیط زیست باشد.
آماده‌سازی یک روش بسیار پرکاربرد نیست. به‌طور کلی، بیشتر انواع دانه‌هایی که تاکنون با آنها آزمایش شده است، برتری کلی نسبت به دانه‌هایی که آماده‌سازی نشده‌اند نشان داده‌اند. بسیاری از آنها زمان سبز شدن سریع‌تر (زمانی که طول می‌کشد تا دانه‌ها از سطح خاک بلند شوند)، سرعت سبزشدن بیشتر (تعداد دانه‌هایی که به سطح می‌آیند) و رشد بهتر نشان داده‌اند، که نشان می‌دهد که شروع به آنها کمک می‌کند تا سیستم ریشه‌ای خوبی داشته باشند و سریع‌تر رشد کنند. این روش می‌تواند برای کشاورزان مفید باشد، زیرا باعث صرفه‌جویی در هزینه و زمان صرف‌شده برای کود، کاشت دوباره و گیاهان ضعیف می‌شود.

## سازوکار آماده‌سازی
در طی آماده‌سازی، یک دانه در معرض محرک‌هایی قرار می‌گیرد که باعث ایجاد یک سری واکنش‌های بیوشیمیایی به‌هم پیوسته در آن می‌شود، از جمله ایجاد مواد شیمیایی که باعث رشد، فعال‌شدن آنزیم‌ها، متابولیسم بازدارنده‌های جوانه‌زنی و بازسازی آسیب سلولی می‌شود.